# CBS (televizijska postaja)
CBS (Columbia Broadcasting System) je američki televizijski kanal. Dio je američkog nacionalnog medijskog informativnog sustava kojeg uz CBS sačinjavaju i mreže ABC, NBC, FOX, PBS i The CW. CBS je poznat po mnogim kultnim serijama kao što su Dallas, M*A*S*H, Život na sjeveru, Ekipa za očevid i Svi vole Raymonda.

## Vanjske poveznice
- CBS website
- CBS Corporation
- History of the CBS Eye  Arhivirana inačica izvorne stranice od 28. veljače 2006. (Wayback Machine)
- Background on CBS  Arhivirana inačica izvorne stranice od 16. kolovoza 2002. (Wayback Machine)
- Columbia Broadcasting System page on museum.tv  Arhivirana inačica izvorne stranice od 20. kolovoza 2013. (Wayback Machine)
- Screen captures of CBS logos past and present, as well as footage of vintage promos